# Eigamoiya
Eigamoiya (née en 1860 à Nauru – morte en 1915 à Nauru) était une reine consort de Nauru, épouse du roi Auweyida.

## Biographie
Eigamoiya épouse Auweyida alors qu'il est le chef de la tribu de Boe et devient donc elle-même chef de cette tribu. Lorsque celui-ci devient roi, elle accède au titre de reine consorte car elle ne remplissait que des fonctions représentatives et ne s'occupait pas de la politique contrairement à son mari.

## Postérité
Eigamoiya n'assurant aucun fonction politique, elle est moins connue que son mari. Toutefois, un navire de la compagnie maritime Nauru Pacific Line porte son nom.

## Référence
- (de) Cet article est partiellement ou en totalité issu de l’article de Wikipédia en allemand intitulé « Eigamoiya » (voir la liste des auteurs).